# Arctagrostis latifolia
Arctagrostis latifolia, listopadna višegodišnja biljna vrsta iz porodice trava. Česta je u tundrama Sjeverne Amerike i Azije.
Stabljika je uspravna, naraste do pola metra visine (20 inča). Cvate u kasno proljeće. Vernakularno je poznata kao wideleaf polargrass

## Sinonimi
- Arctagrostis anadyrensis V.N.Vassil.
- Arctagrostis aristulata Petrov
- Arctagrostis glauca Petrov
- Arctagrostis latifolia f. aristata Holmb.
- Arctagrostis latifolia var. aristulata (Petrov) Tzvelev
- Arctagrostis latifolia var. gigantea (Tzvelev) Tzvelev
- Arctagrostis latifolia subsp. gigantea Tzvelev
- Arctagrostis latifolia var. longiglumis Polunin
- Arctagrostis latifolia subsp. nahanniensis A.E.Porsild
- Arctagrostis stricta Petrov
- Cinna brownii Rupr.
- Colpodium latifolium R.Br.
- Colpodium latifolium var. viviparum Scheutz
- Panicularia latifolia (R.Br.) Kuntze
- Vilfa xerampelina Trin.